# BookCrossing
 Denne artikel bør gennemlæses af en person med fagkendskab for at sikre den faglige korrekthed.

Websitet BookCrossing bibringer fænomenet baseret på en ide om at lægge en bog et offentligt sted, så den kan blive fundet og læst af andre, som derefter lægger den ud igen. Udtrykket kommer fra den amerikanske hjemmeside "Bookcrossing.com" hvis mål er at "gøre hele verden til et bibliotek" – "Make the Whole World a Library"
Ofte brugte forkortelser for BookCrossing er BC og BCing.

## Historisk
Det var Ron Hornbaker, der i marts 2001 kom på ideen til BookCrossing. Hjemmesiden blev søsat den 17. april samme år. Siden da har fænomenet bredt sig til hele kloden og pr. april 2008 er der over 665.000 medlemmer og 4.700.000 bøger registreret på hjemmesiden.

## Fremgangsmåden
Bookcrossing opsummeres i de tre R’er: Register, Read og Release. På dansk: Registrér, Læs og Befri. Enhver kan oprette sig som bruger på sitet. Det er gratis. Hvis man finder en bog ”derude”, kan man også bare Læse og Befri og behøver ikke registrere sig så man er helt anonym.

### Registrere
Bogen registreres ved at indtaste dens titel og forfatter. For langt de fleste engelske, tyske, franske og spanske bøger kan det gøres blot ved at indtaste ISBN-nummeret, hvorefter bookcrossing har forbindelse til relevante Amazon.com databaser. Finder systemet ikke ens bog, kan man selv skrive de relevante informationer ind i felterne. 
Når bogen er registreret, får den et BCID-nummer (BookCrossing Identity Number) og står nu på registrerede brugeres personlige boghylde (bookshelf).  Det nummer skal man også selv huske at skrive i bogen – helst på indersiden af bogomslaget.
Hvis bogen skal befries, er det en god idé også at udstyre den med en informationsetiket (label) med BCID-nummeret, som kan hentes direkte fra hjemmesiden. Man kan også lave sine egne etiketter og eventuelt dele dem med andre bookcrossere (se "henvisninger").

### Læse
Dernæst kan man så læse bogen. Der er mulighed for at skrive en kommentar (Journal) om bogen igennem Journal Entry-funktionen, som man har adgang til fra forsiden (Make Journal Entry). 
Et Journal Entry (JE) kan bruges til at skrive et resume, en mening eller kommentar, en anmeldelse, hvilke planer man har med bogen. Mange holder af at lave spændende Journal Entries og uploade billeder.

### Befri
Det sidste punkt går ud på at befri bogen ved at man lægger bogen fra sig et sted, hvor andre kan finde den. Der er mange muligheder, men det mest almindelige er at lægge den i naturen, på en café, i offentlige transportmidler, togstationer og lignende. Det er også fint at give bogen til en ven eller velgørenhed.
Når bogen skal befries, er det vigtigt at huske at lave en Release Note – en note på hjemmesiden om, hvor man efterlader bogen: Man indtaster BCID-nummeret i Release-menuen og  indtaster – mere eller mindre detaljerede – oplysninger om stedet, hvor man lagde bogen. Det er selvfølgelig også muligt at lave denne Release Note, efter at bogen 'er befriet', men befrielsen tæller kun i ens statistisk, hvis man når at lave noten, inden bogen bliver fundet.
Det er en god ide at lave en Release Note – for så figurerer ens befrielse offentligt, og det er muligt for andre at gå ud og jagte (eng. hunt) den.

### At fange
Hvis man finder en befriet bog, kaldes det at fange den (eng. catch).
Når det sker, skal man gå ind på hjemmesiden. På forsiden vil man se en boks til bogens BCID-nummer (indersiden af bogomslaget). Nu kan man skrive et Journal Entriy og fortælle om, hvor/hvordan man fangede bogen. Man behøver ikke oprette sig som bruger, hvis man finder en bog. Så er man ’’anonym finder’’ (eng. anonymous finder) for bookcrossingmedlemmerne.
Man kan gøre med bogen, hvad man vil. De fleste bookcrossere ser gerne, at deres bog bliver ved med at "rejse rundt og opleve verden". Man er velkommen til at beholde den. 
Hvis man skal jage en bog, kan man se, om der er befriet en bog i ens nabolag, og det er muligt at tilmelde sig nogle særlige "befrielsespåmindelser" (eng. Release Alerts). Her tilføjer man byer på en særlig påmindelsesliste, og hver gang der bliver befriet en bog, får man en mail fra BookCrossing med et link til bogen og oplysninger om det nøjagtige befrielsessted.

## Finansiering
Det er gratis at være medlem på hjemmesiden, så pengene til at finansiere projektet findes andre steder:
- Medlemmerne donerer penge. Det kan enten gøres helt direkte eller lidt mere indirekte, ved at købe merchandise og bog-befrielsesrelaterede ting i sitets Supply Store (se "henvisninger").
- Ved at købe ’’vinger’’ (eng. wings). Det er en feature, hvor ens screenname bliver forsynet med vinger. I starten var det bare en måde at vise andre bookcrossere, at man havde doneret penge, men efterhånden er der (æstetiske) sidegevinster ved at få vinger. Det er også blevet muligt at gøre sine vinger mere personlige, dvs. vælge grafik, en anden farve, yodaører og meget andet.
- Ved at opfordre bookcrossingmedlemmerne til at følge links fra hjemmesiden til online boghandlere, der registrerer det og giver rabat ved ens køb til bookcrossing.
- Via de litteraturrelaterede reklamer, der er på hjemmesiden.[5]

## Udvidelse af BookCrossing universet
BookCrossing er et godt fællesskab; det blev slået fast med en Webby Award i 2005 : Medlemmerne kan fx kommunikere gennem en række forskellige fora, som ”Book Talk”, ”Release Techniques”, ”Introduce Yourself” o.l. Der er desuden fora for tysk, fransk og græsk. I marts 2006 kom der et forum til skandinaviske bookcrossere. Det bruges både til bookcrossing og andre bogrelaterede diskussioner. Og til almindelig småsnak og til at hjælpe skandinaviske nybegyndere med at lære fænomenet at kende på deres eget sprog.
BookCrossere holder også kontakten igennem Yahoo Groups, e-mail, lokale møder og (inter)nationale sammenkomster (eng. Conventions). Mange arrangeres af bookcrosserne selv uden www.bookcrossing.coms inddragelse.
Eller gennem det interne e-mailsystem med Private Messages, PM. Man sender en besked til BookCrossing, der så automatisk videresender mailen til modtageren. På denne måde bliver både ens egen og modtagerens mailadresse hemmeligholdt. Det er frivilligt, om man vil modtage PM. Hvis en anden bookcrosser har featuren slået til, ses det på hans virtuelle boghylde.
PM-systemet fungerer godt, og det kan anbefales at slå det til, da andre bookcrossere ofte gerne vil byde nye medlemmer velkommen. Der har enkelte gange været problemer med spam,  men udøverne er hurtigt meldt til BookCrossing Support Team, og deres medlemskab er blevet ophævet.
De gode community-muligheder på hjemmesiden har ført til flere måder at dele bøger på:
- Bogring (eng. BookRing): et medlem sender en bog til et andet medlem, der så sender til et tredje osv., indtil bogen til sidst kommer tilbage til den, der startede bogringen. Rent praktisk gøres det ved at annoncere, at man har en spændende bog i et passende forum som ” Bookrings, Bookrays, and Bookboxes”.
- Ved at søge i ønskelister (eng. wish list). Interesserede læsere melder tilbage. Man skal organisere dem på en liste, som bogen sendes rundt efter. Listen indskrives i bogens JE, der er offentligt tilgængeligt. Det er almindelig kutyme, at man spørger de interesserede læsere om deres forsendelsespræferencer (eng. shipping preferences), for at tilpasse eller mindske portoudgifterne ved at arrangere medlemmerne i klasser efter land. Bogen sendes så til den første på listen, på en aftalt dato eller når, der er tilslutning. Når man er færdig med at læse en bogring, kontakter man den næste på listen via PM, og beder om den adresse, bogen nu skal sendes til. På den måde er det kun et fåtal, der får ens adresse opgivet. Der er visse risici ved at sende en bog ud på en sådan ”rejse”: Først og fremmest skal bogen måske igennem mange læselystne hænder og risikerer derfor at blive beskadiget. Og det er ikke sikkert, at bogen når frem til alle deltagere eller hjem til dig. Det sker, at en bog bliver holdt hen (eng. stalled) og måske bliver hos en person i meget lang tid. De skandinaviske bogringe (se eksterne henvisninger) kommer generelt hurtigere frem, og sandsynligheden for, at de ikke kommer til skade, er langt større end de andre.

- Bogstråle (eng. BookRay): En bogstråle er næsten det samme som en bogring – den eneste forskel er, at den, der starter bogstrålen, ikke får bogen tilbage, og den sidste på listen må beholde bogen og gøre med den, hvad hun vil.

- Bogbox (eng. BookBox): det funerer på samme måde som de to foregående, dog nøjes man dog ikke med at sende én bog men ofte 10-20. En bogbox er ofte en mindre kasse bøger samlet efter et tema: science fiction, kogebøger, Stephen King-bøger o.l. Ofte arrangeres en bogbox, fordi arrangøren selv er interesseret i lidt nye bøger inden for sin egen yndlingsgenre. Her lader man så medlemmerne bytte egne bøger med dem i kassen. Det er også tilladt at lægge flere bøger i, end man fjerner. Nu bevæger boxen sig en del hurtigere rundt, idet man ikke behøver at læse de bøger, man er interesseret i, inden man sender kassen videre. Grundet portoomkostningerne er bogboxe ofte nationale, og derfor er det svært at få fat i en sådan i Danmark, hvor der endnu ikke er så stor BookCrossing-aktivitet, men alligevel kan det ofte lade sig gøre at overtale den, der startede boxen, til at undersøge, om der skulle være en på listen, der er interesseret i at sende kassen til udlandet.

- Bogbytning (eng. trades): Her bytter man en bog med en anden bookcrosser. Oftest foregår det ved at udveksle adresser over PMs. Her må man i høj grad stole på, at man får noget igen som lovet. Andre vælger at mødes og bytte bøger, hvis de bor i nærheden af hinanden. Dette er en god måde at møde ligesindede på – men det er igen en tillidssag, og det afhænger af smag og behag.  Nogle vælger at bytte bøgerne igennem andre byttesider på internettet f.eks. 'SwapShop.co.uk',  'Titletrader', 'BookMooch' eller 'PaperBackSwap'. Dette er dog endnu ikke så udbredt, når det gælder bogbytning mellem skandinaviske bookcrossere.

- Bogbyttedag: En af de mest populære aktiviteter ved Herlev Bibliotek er bogbyttedag tre gange om året. Her bytter læserne deres egne bøger indbyrdes. Denne bogbytning er altså en form for organiseret BookCrossing. Da læserne afleverer bøger til bogbyttedagen året rundt, er der altid et overskud på et par tusinde bøger, så man behøver ikke at have bøger med hjemmefra for at hente nogle. Foruden bøger kan man være heldig at finde andre medier som dvd, vhs, lp, cd, mc etc.. Bestyrer for bogbytteriet er bibliotekar Gorm Thomsen. Dato for bogbyttedagen kan findes på Herlev Biblioteks hjemmeside.

- Random Acts of BookCrossing Kindness (RABCK): Dette er en form for bogbytning, hvor afsenderen dog ikke forventer noget til gengæld. Den ultimative RABCK er en overraskelse, men det kræver selvfølgelig, at man har modtagerens adresse, som eventuelt kan findes på en relateret hjemmeside.

- Officielle BookCrossing Zoner (OBCZ): Disse zoner finder man på forskellige offentlige steder, f.eks. cafeer og kaffebarer. Målet med disse er en mere sikker form for bogbyt, idet både den, der lægger eller tager bogen, ofte kender til bookcrossing eller vil kunne finde informationer på stedet om bookcrossing. Rent praktisk fungerer det sådan, at man lægger registrerede bøger på zonens særligt indrettede sted, f.eks. en kasse eller en bogreol, og så kan andre besøge stedet og se, om der er noget, de er interesserede i og så eventuelt tage bogen/bøgerne med hjem og registrere fundet som et helt almindeligt fund. Mange OBCZs har oprettet en boghylde på hjemmesiden, så man kan se, hvad de har liggende, men dette er ikke et krav. En liste, der konstant opdateres med nyt inden for BookCrossing-zoner, drives af bookcrosseren pachydomo, og kan findes under eksterne links. I Danmark findes der endnu kun en OBCZ. Den er placeret i Brabrand nær Århus[7] I juni 2006 startedes diskussioner omkring et kæmpeprojekt for at starte OBCZs i IKEA-afdelinger rundt omkring i verden – der er dog endnu intet nyt i sagen.[8]

### Andre aktiviteter
- RABCK.com: Dette site er startet af bookcrosseren "skoopmanschap" med det formål at fungere som en online adressebog for bookcrossere. Sitets navn er inspireret af de før omtalte Random Acts of BookCrossing Kindness (RABCK). Hvis man, som bookcrosser, opretter sig her og indtaster sin adresse og bogpræferencer så vil andre kunne finde oplysningerne og f.eks. kunne overraske dig ved at sende en bog. Der har i perioder været problemer med at logge ind på sitet og oprette sig som bruger, og da sitet alene drives som hobbyvirksomhed kan der til tider være langt imellem serviceeftersynene. Generelt fungerer sitet dog upåklageligt. Bemærk at denne side ikke er direkte associeret med bookcrossing. Det skal også siges at dine adresseoplysninger i princippet ligger offentligt tilgængeligt for alle, selvom siden søges forbeholdt bookcrossere, og hvis man derfor vil forblive anonym skal man ikke oprette dig her.
- Themed releases: Dette er en slags "udvidelse" af det almindelige befrielsesprincip. Ideen er at man finder et tema for sin befrielse, f.eks. kan man befri en bog om dyr hos dyrlægen, en børnebog på en legeplads eller en bog af ens yndlingsforfatter på hans/hendes fødselsdag. Kun fantasien sætter grænser, og mange bookcrossere holder af at dele deres sjove påfund med andre i forskellige fora på sitet.
- Release challenges: Også dette fænomen kan betegnes som en ”udvidelse” af det almindelige befrielsesprincip. Her er ideen at man udfordrer sig selv eller andre til at foretage befrielser, eksempler er alt lige fra at befri 52 bøger i 52 byer i løbet af et år til at befri bøger relateret til brystkræft i oktober for at øge opmærksomheden på emnet. Dette er meget populært blandt bookcrossere og der er derfor blevet oprettet et forum hvor man kan debattere disse udfordringer. Der er hele tiden udfordringer i gang og nogle vender tilbage år efter år fordi de er så populære.  I 2007 blev der oprettet en oversigt over de tilbagevendende og kontinuerlige udfordringer. Et link til listen kan findes under eksterne links, men bemærk at det er uvist hvorvidt den fortsat opdateres.
- Reading challenges: Ligeså vel som bookcrossere kan have lyst til at udfordre sig selv når de skal befri bøger holder de også at give sig selv læseudfordringer. Nogle eksempler til uddybelse af fænomenet er f.eks. Nobelpristager-udfordringen, hvor man i løbet af hele sit liv vil forsøge at læse mindst én bog af alle nobelpristagerne i litteratur. Et eksempel på en udfordring der kører på femte gang i det skandinaviske forum er ”Spark i bagen-udfordringen”. Her skal man udvælge sig 10 bøger man har haft liggende længe og endnu ikke fået læst, og så forpligtiger man sig til at læse disse 10 bøger i løbet af seks måneder. Hvis ikke vanker der drillerier fra andre bookcrossere, og hvis det lykkedes vinder man æren – og måske en bog, dette afhænger helt og holdent af arrangøren.[9]